# Itaru Sakai
Itaru Sakai (Japans: 酒井格, Sakai Itaru) (Hirakata, Osaka, 24 maart 1970) is een hedendaags Japans componist en fluitist. 

## Levensloop
Sakai studeerde aan het Osaka College of Music compositie bij Hideki Chihara en Kunihiko Tanaka, piano bij Akira Aoi en Noriko Maeda, fluit bij Haruyuki Nakatsukasa. Tegenwoordig is hij docent aan het Osaka College of Music, aan de Soyokaze kindergarten en aan het ESA Conservatory of Music and Wind Instruments Repair in Osaka. In 1997 schreef hij de Ceremonial music voor de National Athletic Meet. 
Deze jonge Japanse componist is een compleet staartzitter in de wereld voor harmonieorkesten. Al spoedig waren zijn werken ook in Europa bekend en op federatieconcoursen als verplicht werk gesteld.

## Composities

### Werken voor orkest
- 1996 Fucha, voor piano en strijkers

### Werken voor harmonieorkest
- 1988 The Seventh Night of July (Tanabata) een Japans sprookje voor harmonieorkest
- 1992 Omisoka - New Year's Eve
- 1997 Berceuse
- 1999 Amemoro
- 1998 Great Buddha and Deer
- 2000 Mi-na-to
- 2001 Spirito di Brezza
- 2001 March "Seaside Road"
- 2002 "Yamanobe no Michi" (The ancient Road - Concert March)
- 2002 Peony and Mouse
- 2002 At the Lake
- 2002 Konide
- 2003 Alpine Flowers: Party!
- 2003 Legacy of the Woods
- 2004 Poró Nup - The Great Plain
- 2004 The Celebration for Children of 7, 5 and 3 Years of Age
- 2005 March "Light of Sword"
- 2005 A Bridge High into the Sky
- Daibutsu to shika
- Fanfare of Wakakusa Hill

### Kammermuziek
- 1986 Introduction and Allegro, voor twee trompetten, hoorn, trombone en tuba
- 1994 Petet Triangle
- 1991 Moderato in July, voor altsaxofoon en piano
- 1996 Nocturne, voor viool, altviool, cello en piano
- 1996 Four Autumnal Songs, voor klarinetorkest 
  1. Andantino
  2. Moderato semplice
  3. Adagio
  4. Allegro
- 1996 Menuet de l'amour
- 2001 Step by Charming Girl and Gentleman, voor sopraan- en baritonsaxofoon
- 2002 Clarinet Player were Broken, voor klarinettenkoor
- 2002 Good Morning !, voor vier fluiten
- 2002 Sinfonia and Caprice, voor acht trompetten
- 2003 In a Small House, voor klarinettenkoor
- 2003 Cloverleaf Suite, voor solo saxofoon (bariton, sopraan, tenor, alt), twee sopraansaxofoonen, twee altsaxofoonen I, twee altsaxofoonen II, twee tenor saxofoonen, baritonsaxofoon, bassaxofoon
- 2003 Journey of Leaf, voor klarinettenkoor
- 2004 Nocturne No. 2, voor viool, klarinet in A, cello en piano
- 2004 Three Pieces, voor trompet en piano
- 2004 Barcarolle, voor hobo en piano
- 2005 Green Caterpillar's Dream, voor fluitorkest
- 2005 4 Studies, voor blazerskwintet en piano
- Two Studies, voor eufonium solo

### Werken voor piano
- 1996 Avenir, voor piano solo
- 1996 Breeze in June, voor piano solo